# 最後判決
《最後判決》是一部香港上映的劇情片，導演為趙崇基、監製是杜琪峰，劉青雲、李若彤領銜主演。

## 演員表
- 劉青雲 飾 李神父
- 曾志偉 飾 金
- 李若彤 飾 顧薇
- 黃佩霞 飾 Donna
- 陳龍 飾
- 黃華和 飾
- 謝君豪 飾
- 陳有后 飾
- 林敏怡 飾
- 黎耀祥 飾
- 何啟南 飾
- 許思敏 飾

## 資料來源
1. ↑  香港影庫